# Parque Charles Clore
El Parque Charles Clore (en hebreo: פארק צ'ארלס קלור) es el nombre que recibe un parque público frente a la playa en el suroeste de la ciudad de Tel Aviv, en el litoral de Israel. El parque cubre 2,6 acres ( 0,120 kilómetros cuadrados) de tierra pública y se extiendo a lo largo del Mar Mediterráneo. Recibe nombre de Charles Clore, un financiero británico, magnate inmobiliario y filántropo.
El parque abrió sus puertas al público en 1974. En 2007, sufrió un cambio de imagen que tardó dos años.